# Ursula Redepenning

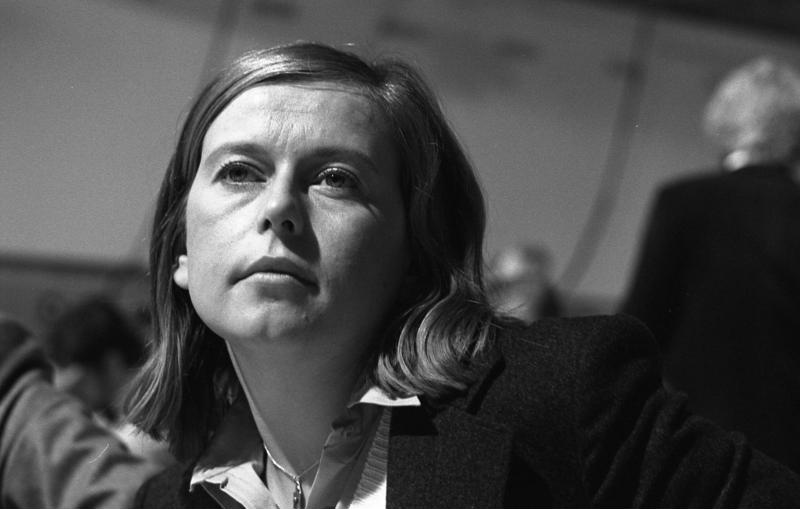
Ursula Redepenning im November 1978 auf dem Bundesparteitag der FDP. (Quelle: Bundesarchiv)

Ursula Redepenning (* 12. November 1944 als Ursula Hoesch in Geislingen an der Steige; † 22. Juni 2019) war eine deutsche Politikerin (FDP).

## Leben
Redepenning wuchs in Düren auf, wo sie auch das Abitur am Städtischen Mädchengymnasium bestand. Sie machte eine Ausbildung an der Hotelfachschule in Bad Reichenhall und war bei der Lufthansa im kaufmännischen Bereich tätig. Schon während der Schulzeit hielt sie sich mehrfach im Ausland auf. Sie heiratete 1966 und übersiedelte nach München.
Redepenning war von 1985 bis 1991 Mitglied des Vorstands der Friedrich-Naumann-Stiftung, nachdem sie von 1979 bis 1983 Mitglied und von 1983 bis 1985 stellvertretende Vorsitzende des Kuratoriums gewesen war, dem sie dann nochmals 1991/92 angehörte.
Ursula Redepenning war verheiratet und hatte zwei Kinder.

## Politik
Redepenning wurde 1967 Mitglied der FDP. 1969 gründete sie den FDP-Ortsverein München-Süd. Sie war zudem Mitglied im oberbayerischen Bezirksvorstand und Mitglied der Medienkommission beim Bundesvorstand der Freien Demokraten. Von 1970 bis 1982 war sie Mitglied des Bayerischen Landtags, zuletzt stellvertretende Fraktionsvorsitzende.

## Veröffentlichung
(mit Günter Verheugen): FDP – Wende oder Ende? Noch eine Chance für die FDP?. Ladewig Verlag, Birkach 1982, ISBN 3-88924-002-X.